# Студенческие волнения 1899 года
Первая всероссийская студенческая забастовка, начавшаяся в Петербургском университете в феврале 1899 года.

## Предыстория
Студенческие выступления в отдельных учебных заведениях России происходили периодически, начиная с 1860-х годов. Обычно протесты были направлены на достижение академических свобод, особенно после принятия университетского устава 1884 года. Поскольку студенческие объединения не были разрешены, они часто возникали нелегально или полулегально. В частности, в Санкт-Петербургском университете с начала 1880-х годов существовала студенческая касса взаимопомощи. Стихийные выступления студентов Санкт-Петербургского университета периодически происходили в разные годы в годовщину основания университета 8 февраля. Студенты, расходясь с торжественного собрания, устраивали шествия по Невскому проспекту с пением песен, что часто заканчивалось столкновениями с полицией. 8 февраля 1895 года произошла драка между студентами и дворниками у ресторана Палкина на углу Невского и Владимирского проспектов.

## События в Санкт-Петербургском университете
8 февраля 1899 года Санкт-Петербургский университет должен был отмечать своё 80-летие. Заранее (4 февраля) было вывешено объявление за подписью ректора В. И. Сергеевича, в котором студенты предупреждались об ответственности за нарушение общественного спокойствия после юбилейного акта. Тон объявления показался студентам оскорбительным, и на сходке 6 февраля они решили устроить ректору обструкцию во время торжественного заседания. Когда ректор начал своё выступление, раздались свист, шум, хлопки, продолжавшиеся около четверти часа, пока ректор не покинул кафедру.
По окончании собрания студенты начали расходиться из университета небольшими группами. Однако, когда часть студентов прошла через Дворцовый мост, полиция перекрыла его, стремясь не пропустить основную их массу на Невский проспект, а направить её на Николаевский мост. Переходы через Неву по льду были разрушены заранее. Образовавшаяся в результате толпа проследовала по набережной до Румянцевского сквера, где произошло столкновение студентов с отрядом конно-полицейской стражи. Студенты были жестко разогнаны нагайками. При этом пострадали и случайные прохожие.
События 8 февраля вызвали резкий протест большинства студентов. Многие преподаватели и общественность также были возмущены действиями полиции. Назавтра, 9 февраля, в университете произошла сходка, где студенты проголосовали за закрытие университета до тех пор, пока правительство не даст учащимся «гарантии личной неприкосновенности». Студенты выбрали организационный комитет для руководства стачкой. Его ядро составили активисты кассы взаимопомощи.
10 февраля занятия фактически прекратились, 10-го и 11-го февраля продолжались сходки, и 12 февраля в университет была введена полиция. Однако возобновить занятия не удалось, и с 16 февраля занятия были приостановлены решением Совета университета.
78 наиболее активных студентов были арестованы, иногородние вскоре были высланы, а живущие в Петербурге — задержаны и затем отданы на поруки. В начале марта всем уволенным и высланным было разрешено вернуться в университет.
17 февраля академики А. Н. Бекетов и А. С. Фаминцын добились царской аудиенции и смогли убедить Николая назначить комиссию для расследования событий в Петербургском университете. Такое расследование предлагал царю и министр финансов С. Ю. Витте. 20 февраля появился высочайший указ, и комиссия начала расследование под руководством бывшего военного министра П. С. Ванновского. По результатам работы комиссии был составлен доклад, в котором резко критиковались действия полиции и министерства народного просвещения. Доклад не был официально обнародован, однако в том же году он был опубликован вольной печатью за рубежом
и распространялся в России нелегально.
Назначение комиссии Ванновского вызвало временное успокоение в среде студентов, и на сходке 1 марта они большинством в 1 голос приняли решение вернуться к занятиям. Однако затишье было недолгим, и 16 марта под влиянием событий в Москве и Киеве студенты вернулись к прежним
требованиям. Руководство стачкой было поручено Первому организационному комитету, который был арестован в ночь с 20 на 21 марта, его сменил Второй организационный комитет, арестованный
24-25 марта, а затем Третий организационный комитет.
30 марта толпа студентов окружила университет с целью воспрепятствовать проведению экзаменов, происходивших в здании под контролем полиции. Толпа была оцеплена полицией и отправлена в манеж кадетского корпуса. Оттуда студенты были партиями развезены по полицейским участкам, а затем высланы из Петербурга. В общей сложности, в апреле было арестовано и выслано около трети студентов университета.

## Распространение стачки на другие учебные заведения
Вслед за Петербургским университетом начались стачки и в других учебных заведениях. Начиная с 12 февраля до конца месяца к движению примкнули институты: горный, лесной, Женский медицинский институт, электротехнический, институт инженеров путей сообщения, технологический, гражданских инженеров, историко-филологический, медико-хирургическая военная академия, высшие женские курсы, курсы Лесгафта, Рождественские, зубоврачебные, Академия художеств и даже Духовная академия. Забастовка распространилась на университеты Московский, Киевский, Харьковский, Новороссийский университет в Одессе, Юрьевский, Томский и Варшавский, женские педагогические курсы, Московское техническое училище, Московский сельскохозяйственный институт, сельскохозяйственный институт в Новой Александрии, Киевский политехнический институт императора Александра II и Рижский политехнические институты. Всего в движении приняло участие свыше 25 тысяч студентов.

## Волнения в Московском университете
В Московский университет 12 февраля прибыл эмиссар петербургского оргкомитета — С. Н. Салтыков, который призвал москвичей присоединиться к забастовке. 13 февраля в анатомическом театре состоялась небольшая организационная сходка, на которой было решено 15 числа созвать общую сходку. Охранное отделение, которым тогда руководил С. В. Зубатов, запросило у университетской администрации список участников сходки. Однако ректор Д. Н. Зернов отказался передать список полиции. Охранка произвела предупредительные аресты, руководствуясь собственной информацией. Несмотря на аресты, 15 февраля происходит сходка, которая начинает забастовку в Московском университете. Основным требованием студентов было возвращение высланных товарищей. Не в силах покончить с забастовкой, министр народного просвещения закрыл университет на неделю с 22 по 27 февраля. Со следующей недели занятия формально возобновились при крайне низком фактическом посещении. Однако ещё через неделю новый состав Исполнительного комитера призывает к возобновлению стачки, и к 17 марта занятия полностью прекращаются. Проявлявший лояльность к студентам ректор Д. И. Зернов был заменен А. А. Тихомировым. В 20-х числах марта охранное отделение возобновило аресты. Как и в Петербурге были арестованы и высланы члены нескольких составов исполнительного комитета. К 24 марта из университета было уволено 815 студентов, из которых 603 выслано. Массовые аресты и высылки обескровили забастовку. Попытки сорвать начавшиеся экзамены не удалась. Однако 6 апреля произошло трагическое событие, вызвавшее некоторый подъём движения уже на политической почве. В этот день в Бутырской тюрьме покончил с собой арестованный студент Г. Э. Ливен, облив себя керосином. Студенты ответили на это демонстрацией протеста, которая собрала около 200 человек и прошла от храма Христа Спасителя до памятника Пушкину, где была разогнана полицией.

## Итоги
Студенческие волнения 1899 года привели к поляризации и радикализации студенчества. Все большую популярность у радикальной части студенчества приобретали политические требования наряду с требованиями реформы образования и академических свобод. Политические партии революционной направленности все глубже проникали в студенческие кружки.
Исключенные и высланные активисты забастовки, члены организационных комитетов составили кадровый резерв формирующихся революционных партий. Среди исключенных были такие будущие революционеры и общественные деятели, как Г. С. Носарь, Б. В. Савинков, И. П. Каляев, П. Е. Щеголев, С. Н. Салтыков, Н. И. Иорданский, А. И. Свидерский, Н. Д. Авксентьев, Б. Г. Мдивани, П. В. Карпович, Н. П. Брюханов, Б. В. Авилов, Б. Г. Лопатин-Барт, П. М. Рутенберг, А. М. Коваленко. Высланные студенты активно создавали кружки и отделения революционных партий в провинциальных городах.
Среди исключенных студентов были также физик Л. И. Мандельштам, химик С. В. Лебедев, историк В. Н. Перцев, хирург Н. Н. Бурденко, анатом И. Ф. Шапшал, известные деятели искусств: М. А. Волошин, Б. К. Зайцев, П. П. Гайдебуров. Был исключён и будущий президент Литвы Антанас Сметона.

Если все же попытаться установить события, не просто предвосхитившие 1917 год, но и прямо приведшие к нему, то наш выбор должен пасть на студенческие волнения, прокатившиеся по российским университетам в феврале 1899 года. Хотя эти возмущения были быстро усмирены обычным сочетанием уступок и репрессий, они положили начало движению протеста против самодержавия, не стихавшему уже вплоть до революционных событий 1905–1906 годов.
Ричард Пайпс.